# Vibrionaceae
Vibrionaceae é uma família de bastonetes gram-negativos retos ou curvos, não esporulados, anaeróbios facultativos, móveis e oxidadese positivo. O gênero Vibrio é o mais importante dessa família 

## Gêneros
- Aliivibrio
- Allomonas
- Beneckea
- Catenococcus
- Echinimonas
- Enterovibrio
- Grimontia
- Listonella
- Lucibacterium
- Photobacterium
- Salinivibrio
- Vibrio